# Guardamà

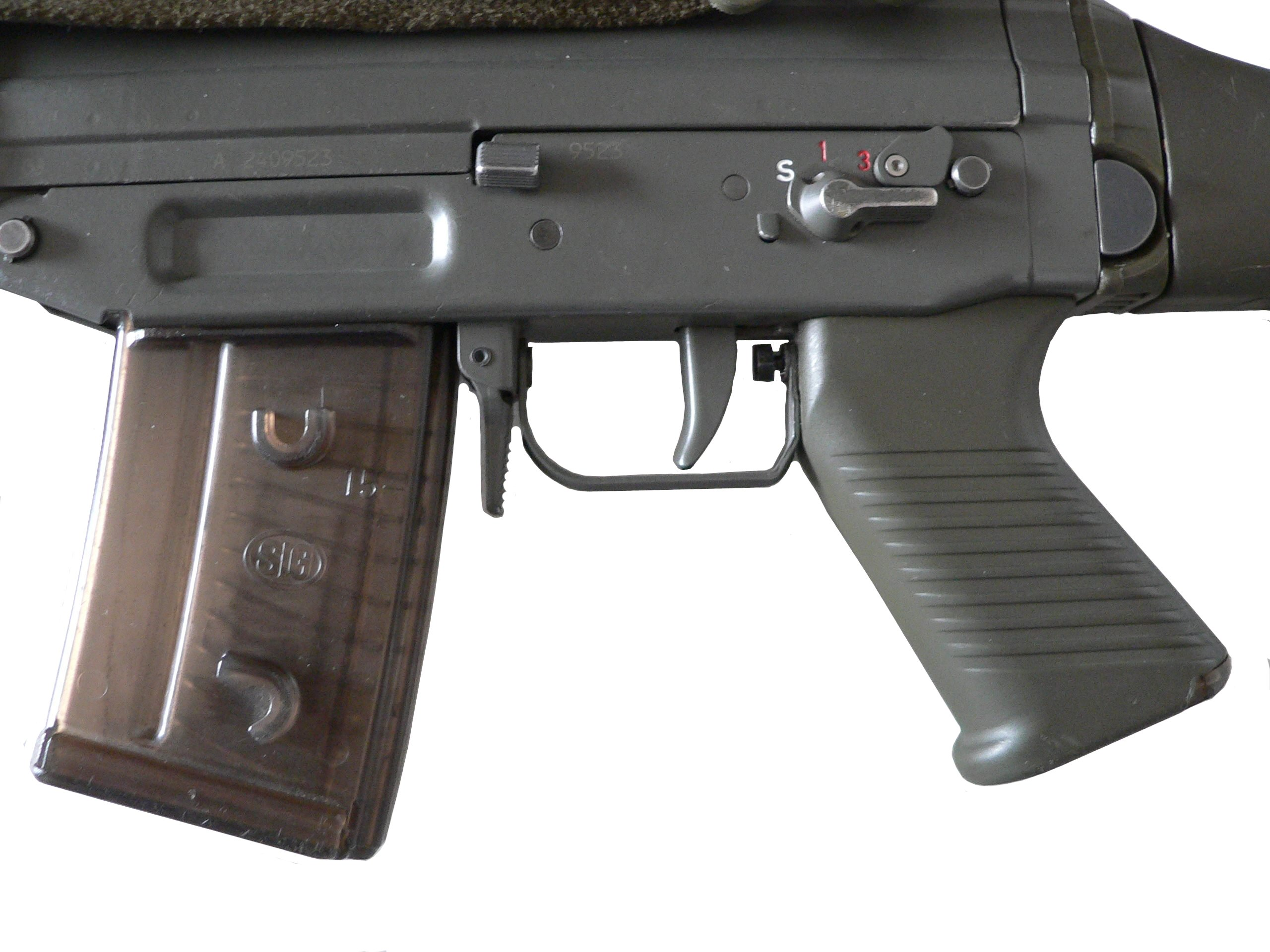
Guardamà d'un SG 550 rifle

Un guardamà és un element que envolta el disparador d'una arma de foc que el protegeix d'un tret accidental.
Pot tenir diverses formes. Les armes que es fan servir amb guants, per exemple a l'hivern o a muntanya i encara en condicions àrtiques, tenen un guardamà de mida adequada. De la mateixa manera, en moltes armes modernes, el front del guardamà té una forma adequada per al dit, que ajuda a controlar la reculada quan s'hi exerceix una pressió.
Alguns fusells d'assalt] poden tenir un guardamà tret o canviat de posició per a poder disparar amb guants. Altres dispositius com inhaladors, ballestes i eines elèctriques també poden tenir guardamans per a evitar-ne l'activació accidental.

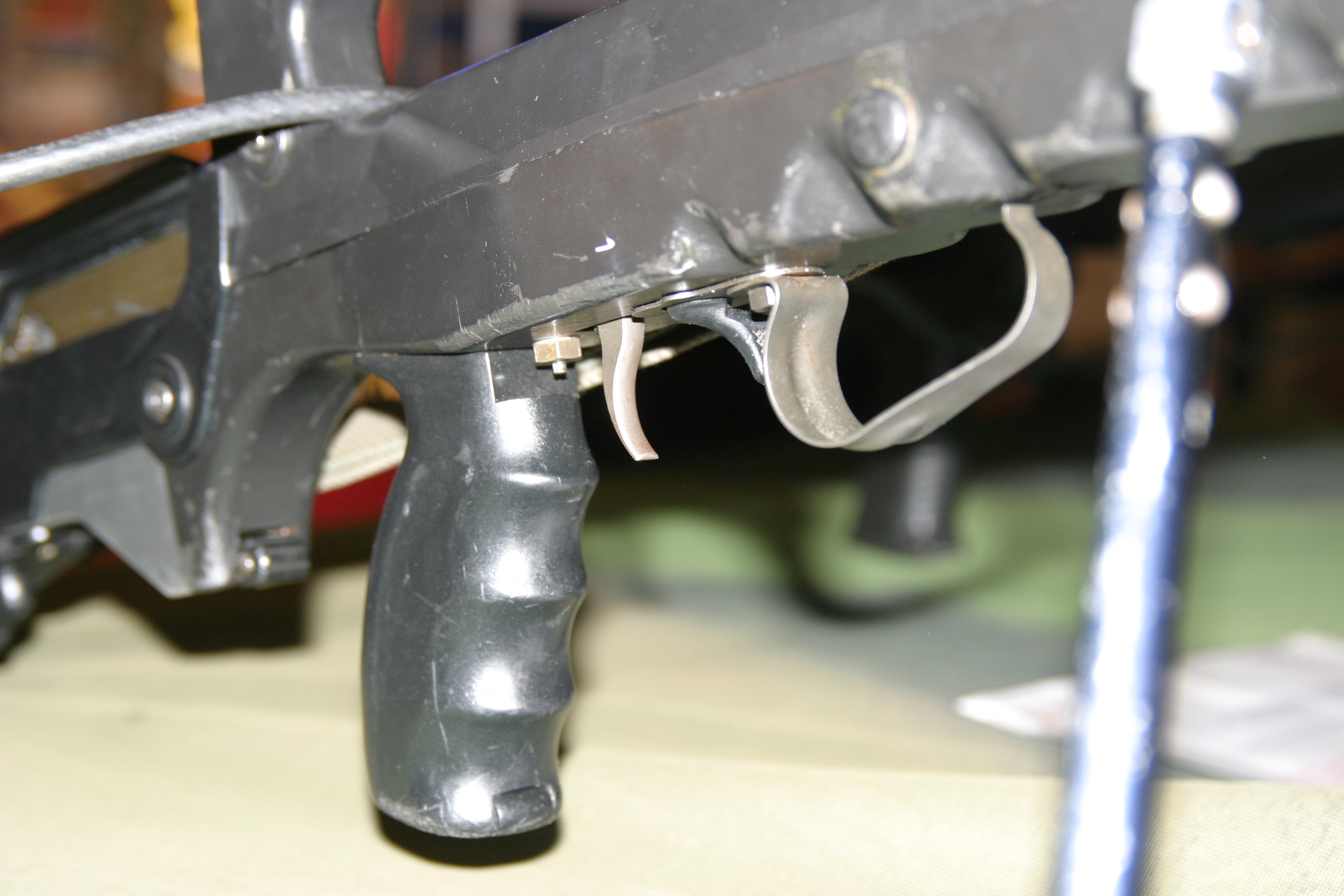
Guardamà del FAMAS en condicions Àrtiques

## Armes blanques
Peça més amunt del pom d'una espasa, d'un coltell o d'una daga, que serveix per a protegir la mà:"Declarant que en esta prohibició no estiguen compreses les dagues de guardamans, Edictes Reals Cebrià, fol 11."

## Espardenyers i pescadors
Peça de metall, de cuiro o de lona que es fixa al palmell de la mà envoltant-la (els de cuiro o de tela forta porten cosit al mig un tros de metall), i serveix als espardenyers i cosidors de veles per a protegir-los la mà quan empenyen l'agulla en cosir; també poden portar un guardamà de cuiro els sabaters.